# Allophylaria macrospora
Allophylaria macrospora är en svampart som beskrevs av Nannf. 1932. Allophylaria macrospora ingår i släktet Allophylaria och familjen Helotiaceae.  Arten är reproducerande i Sverige. Inga underarter finns listade i Catalogue of Life.